# Воєнний хрест (УНР)
Воєнний Хрест (Воєнний Хрест Української Народної Республіки) — пам'ятна відзнака Армії Української Народної Республіки, затверджена 8 березня 1957 р. Президією Української Національної Ради.

## Історія

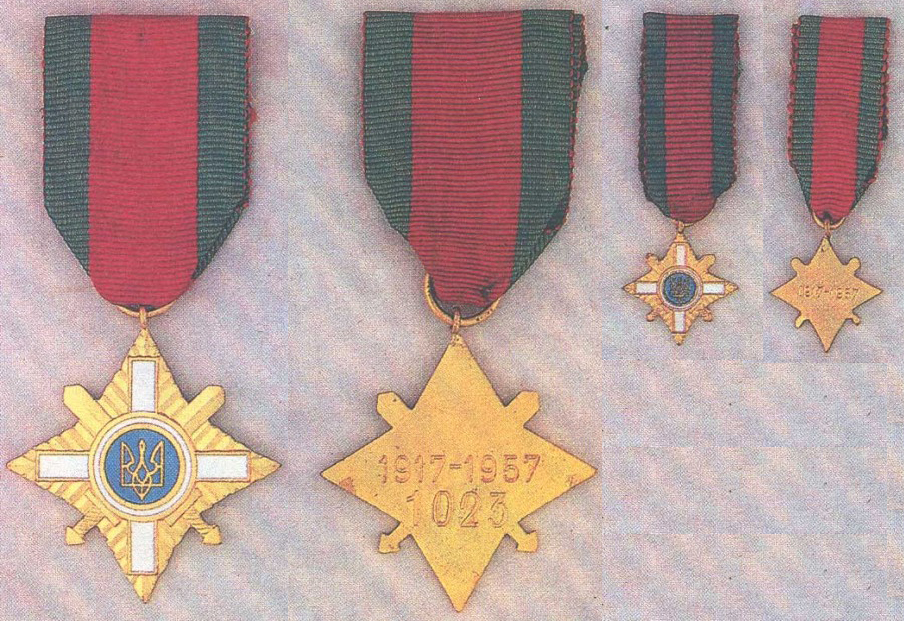
Хрест і мініатюра

Ідея створення Воєнного Хреста, виникла 1953 року серед ветеранів, що мешкали у м. Торонто (Канада). Воєнний Хрест був приурочений до 40-річчя відродження українських збройних сил та надаваний Президентом Української Народньої Республіки в Екзилі іменем Української Народньої Республіки за підписом Міністра Військових Справ ген.-полк. Андрія Вовка.
8 березня 1957 р. Президією Української Національної Ради було затверджено статут відзнаки, а саму відзнаку виготовлено у 1960 р. Згідно зі статутом, «Право одержання й ношення Воєнного Хреста мають ті учасники збройних визвольних змагань, що залишилися до кінця вірні українській державній ідеї і не заплямували вояцької честі ніякими негідними вчинками».
Воєнний Хрест мав бути спадковим, тобто — передаватися нащадкам.
Ще наприкінці 1940-их років уряд УНР в еміграції ухвалив рішення про зарахування до кадрів Армії УНР всіх охочих ветеранів Другої світової війни, які поділяли ідею незалежності України. При цьому попередня належність їх до однієї з ворогуючих армій Другої світової війни не бралася до уваги. До складу кадрів Армії УНР було зараховано велику кількість ветеранів Української Національної армії генерала П. Шандрука, Української Повстанської армії, німецьких, польських, румунських, радянських та інших збройних сил. Зважаючи на те, що кожен з них також вважав себе борцем за незалежність України, всі вони були нагороджені Воєнним Хрестом. Отже, в списку кавалерів Воєнного Хреста фігурують не лише ветерани Визвольної війни 1917—1921 рр., але й учасники Другої світової війни. Окрім того, Воєнним Хрестом було нагороджено певну кількість українських церковних та громадських діячів. Воєнний Хрест був першою українською державною відзнакою повоєнного часу.
Виміри хреста — 42 мм х 42 мм, стрічка 30 мм ширини, з двома зеленими смужками по боках на малиновому тлі.
Мініятюра — 15 мм х 15 мм, стрічка 15 мм ширини.
Автор проекту хреста — полк. Микола Битинський.